# Gnathotrusia vanessoides
Gnathotrusia vanessoides är en fjärilsart som beskrevs av Johannes Karl Max Röber 1914. Gnathotrusia vanessoides ingår i släktet Gnathotrusia och familjen praktfjärilar. Inga underarter finns listade i Catalogue of Life.